# ブラック/クロウズ〜roppongi underground〜
『ブラック/クロウズ〜roppongi underground〜』（ブラック クロウズ ろっぽんぎ アンダーグラウンド）は、フジテレビ（関東ローカル）で2022年6月29日（28日深夜）に前編が、7月6日（5日深夜）に後編がそれぞれ放送されたテレビドラマ。主演は小関裕太。
東京・六本木の「闇カジノ」を舞台にしたアンダーワールド・ピカレスクドラマ。実話に基づきストーリーが構成されている。
同年12月14日（13日深夜）・21日（20日深夜）に同局「火曜ACTION!」枠（関東ローカル）で前後編の続編、Season2が放送された。
本稿では便宜上、第1作のSeason1をS1、第2作のSeason2をS2の略称で表記する。

## キャスト
特記がない場合はS1、S2共通。

### ウルトラヴァイオレット
六本木の闇カジノ
神崎康樹
演 - 小関裕太（幼少期：川原瑛都）
主人公。支配人。
博徒であった父の死後、オーナーの大友に拾われ、ギャンブルの手ほどきを受けており、大勝負の際は自らディーラーやプレイヤーとなる。ジャスティンという名前のカメレオンを飼っている。
20年前、父を殺した右腕に火傷痕のある男を探すため、裏社会に身を投じている。
詩歩
演 - 松井愛莉
元美容師見習いの従業員。
「ギャラ飲み」で知り合った光本に連れて来られた「ウルトラヴァイオレット」でのスリルが忘れられず、従業員として裏社会に身を投じる。
あゆみ
演 - 森カンナ
ウェイトレス。女優志望。
バックヤードから赤外線カメラの映像を基に特殊塗料の塗られた手札の数字を神崎に伝達する。男性賭博客に近づき、色気でコロス（資金を使い切らせる）役割も担う。
S2では3か月間のディーラー修行のため、「ウルトラヴァイオレット」には不在。
新家紘人
演 - 三浦獠太
黒服兼ディーラー。
神崎からのサインを基に、巧みなテクニックでポンコツ（イカサマ）を仕掛けバカラの勝負をコントロールする。かつて、ヤクザとの揉め事を神崎に助けられ、恩義を感じている。
唯
演 - 池田朱那（S2）
あゆみの不在をカバーするため、神崎が新たに雇った従業員。芸能界のマネージメント業に興味を持つ。
若年ながらディーラーやプレイヤーを一通りこなせ、驚異的な記憶力でカードの並びを頭の中で完全再現し、神崎のカードすり替えのイカサマと組みあわせ、ブラックジャックで確実に勝利する
大友真
演 - 萩原聖人
オーナー。神崎の父・樹と同じ組に属していた元ヤクザで、少年院から出所した神崎を身請けし、ギャンブルの手ほどきをした人物。
右腕に火傷痕があり、樹の死後、彼の資産の多くを入手していたことから、神崎に父の敵ではないかと疑惑を抱かれる。
音楽プロデューサー・浜野をイカサマ賭博で嵌めて借金漬けにして言いなりにさせ、闇カジノから足を洗い、表社会に出るための足掛かりにする芸能事務所を設立しようと画策していたが、末期がんで余命が短いことを悟り、裏社会に引き入れてしまった神崎を表の世界の仕事につけさせるための計画であった。
右腕の火傷痕は入れ墨を除去しようとした際の医療ミスによるもので、神崎の父の殺害犯ではなかった。
賭博の世界から足抜けするのに、組から命を狙われ死を覚悟していると綴られた神崎の父の手紙を神崎に渡すが、程なくして何者かに刺殺される。

### 賭博客
光本
演 - 姜暢雄（S1前編）
IT起業家。
詩歩を「ウルトラヴァイオレット」に連れてくる。小田とのバカラで10億円を賭けた大勝負に挑む。
小田
演 - 柾木玲弥（S1前編）
人気YouTuber。
光本とのバカラ勝負で神崎を買収し、イカサマ勝負を仕掛ける。
石井
演 - 登坂淳一（S1前編）
「ウルトラヴァイオレット」に出入りする麻布南署の悪徳刑事。
滝沢大智
演 - 川野直輝（S1）
コンサルティング会社社長。
半グレで裏社会で金塊密輸を仕切っている疑惑があり、権田からマークされている。
白川陽子
演 - 小松彩夏（S1後編）
平成の歌姫と呼ばれたが、リベンジポルノなどのスキャンダルに遭い、現在活動休止状態。
手塚の交際相手で、「ウルトラヴァイオレット」にジャンケット（賭博客の紹介人）として来場する。
手塚
演 - 袴田吉彦（S1後編）
神崎と対峙する青年実業家。テヅカグループ社長。
大友から闇カジノの経営権をひと月限定で貸し与えられている。
右腕の火傷痕から、神崎の父を殺した男の疑惑があったが、別人であった。
浜野実
演 - 竹財輝之助（S2）
有名音楽プロデューサー。大友にイカサマ賭博で借金漬けにされ、芸能事務所設立に出資すれば、借金を半額にすると迫られる。
吉田諒太
演 - 渡部秀（S2前編）
人気俳優。俳優として売れる前は小者（掛金が少額の細客）だったが、売れるとクジラ（掛金が高額の太客）となった。
ママ（闇カジノに出入りする女性の闇金業者）から2千万円の賭け金を借金するも大敗し、累積7千万円の借金を踏み倒そうとしたことから、大友がSNSマフィアを動かし暴露系YouTuberの高瀬にカジノに借金があることとヒトミとの交際を暴露される。
事務所から借金を返済してもらうが、ヒトミに不倫、DV、援交などを暴露され、主演作品を降板することになり芸能界から干される。
尾島翔也
演 - 内倉憲二（S2前編）
国民的俳優。吉田諒太と同じ事務所の先輩。諒太の借金踏み倒しを謝罪し、「ウルトラヴァイオレット」に1億円を返済する。

ヒトミ
演 - 入来茉里（S2前編）
グラビアアイドル。吉田の同伴者。
吉田と交際していたが、もともと「ウルトラヴァイオレット」のジャンケットで、神崎から依頼され、吉田の秘密を暴露する。
小澤研一〈34〉、水野聖〈32〉
演 - 永山たかし（S2）、 渋江譲二（S2）
経産省の官僚たち。カウンティング（場に出たカードを記憶し、残りのカードの出現率を計算する）でブラックジャックに連勝し、「ウルトラヴァイオレット」初来店で3千万円の大勝ちをする。
その後も「ウルトラヴァイオレット」に損害を与え、詩歩の友人・沙紀を急性アルコール中毒で死に追いやったことから、記憶力の唯とイカサマの神崎の最強コンビにブラックジャックで逆襲にあい、大負けして5千万円の借金を背負わされる。借金を帳消しにする見返りを要求され、自分たちが行っていたペーパーカンパニーを使ったSDGｓの助成金詐欺のやり方を教えるが、その際の音声データをマスコミにリークされ、警察に逮捕される報復をうける。
渡辺
演 - 鷲尾昇（S2前編）
自動車メーカー社長。小澤と水野を「ウルトラヴァイオレット」に紹介する。

### その他
権田和志
演 - 柳沢慎吾（S1、特別出演）
情報提供を見返りに「ウルトラヴァイオレット」を裏で支援している麻布南署の刑事。
神崎に捜査対象の滝沢を検挙するため、「ウルトラヴァイオレット」に誘き出すよう話を持ち掛ける。
神崎を裏切り闇カジノを摘発するが、警察上層部の闇カジノ協力者に摘発をうやむやにされ、神崎に麻薬取引の関係者に仕立て上げられ報復を受ける。
高瀬彰
演 - 山口森広（S2前編）
唯が夢中で視聴する暴露系YouTuber。芸能界のゴシップを報じる「ワーストオーバーCh」を配信している。
沙紀
演 - 赤澤巴菜乃（S2）
詩歩の友人。詩歩と「ギャラ飲み」仲間だったが、小澤と水野との「ギャラ飲み」で急性アルコール中毒で亡くなる。
野間
演 - 小野ゆたか（S2後編）
情報屋。神崎の依頼で、彼の父を刺殺した右腕に火傷痕のある男について、全国の賭場で情報収集を行っていた。
大友の右腕に火傷痕があったことから、父が亡くなった直後の大友の様子を調査するよう神崎に依頼され、父名義の資産が大友に移っていたと報告する。
神崎樹
演 - 高杉亘
神崎の父。壺振り師。20年前、賭場で右腕に火傷痕のある男に刺殺される。
息子を賭博の世界から遠ざけるため、博徒から足抜けすることを決意するが、賭場を運営する所属するヤクザ組織の秘密を知り過ぎていたことで、口封じに死の報復を受けることを覚悟しており、その思いを綴った手紙を大友に託していた。

## スタッフ
特記がない場合はS1、S2共通。
- 原案 - 赤石晋一郎（ジャーナリスト）
- 脚本 - 守口悠介
- 企画 ・プロデュース - 安永英樹（フジテレビ）
- 取材協力 - 漆原貴之（S2）
- プロデューサー - 柳川由起子（共同テレビ）、高丸雅隆（共同テレビ）、齋藤理恵子（S2）
- 演出 - 佐藤さやか
- 制作 - 共同テレビ
- 製作著作 - フジテレビ

## 放送日程

### Season1
| 話数 | 話数  | 放送日  | サブタイトル |
| ---- | ----- | ------- | ------------ |
| 前編 | case1 | 6月29日 | ITバブルの男 |
| 前編 | case2 | 6月29日 | パリピの男   |
| 後編 | case3 | 7月06日 | 堕ちた歌姫   |

- 前編のcase2「パリピの男」は未完のまま、後編に続く構成となっている。
- 後編の冒頭から前編のcase2「パリピの男」の顛末が描かれている。

### Season2
| 話数 | 話数  | 放送日   | サブタイトル              |
| ---- | ----- | -------- | ------------------------- |
| 前編 | case4 | 12月14日 | 芸能界 スキャンダルの代償 |
| 前編 | case5 | 12月14日 | 官僚たちの夜              |
| 後編 | case6 | 12月21日 | 裏切りのゲーム            |

- 前編のcase5「官僚たちの夜」は未完のまま、後編に続く構成となっている。
- 後編の冒頭から前編のcase5「官僚たちの夜」の顛末が描かれている。